# Грузинов, Иван Васильевич
Иван Васильевич Грузинов (8 [20] ноября 1893, деревня Шебаршино, Рузский уезд, Московская губерния — 1942, Кунцево, Московская область) — русский поэт, критик, участник группы имажинистов, один из друзей Сергея Есенина.
В творчестве Грузинова значительное место занимают стихотворения о русской деревне.

## Биография
Родился 8 ноября 1893 года в деревне Шебаршино (ныне Можайский район Московской области) в крестьянской семье.
Окончил учительскую школу, работал народным учителем Бронницкого уездного земства, в годы Первой мировой — служил в Коломне в запасном полку писарем, затем писарем же на Юго-Западном фронте.
В конце 1917 вернулся в Москву. Работал в Московском уездном совете по внешкольному образованию, затем как поэт, критик и редактор — в ленинградской «Красной газете», издательстве Союза поэтов, издательстве «Сегодня» и т. п.
Выступал в печати с 1912 года, в 1915-1926 годах выпустил ряд поэтических сборников («Бубны боли», «Избяная Русь», «Малиновая шаль» и др.); его небольшой сборник «Серафические подвески» (1921) был конфискован из-за использования обсценной лексики, за его издание арестовывался в 1922, по постановлению Коллегии ГПУ 6 июня 1922 это дело по обвинению Грузинова «в к/р» было направлено в Московский ревтрибунал.
Вторично арестовывался в 1924 по «делу Ганина и др.» (т. н. «дело четырёх поэтов»).
В 1924 году вместе с Есениным объявлял о «роспуске» группы имажинистов, планировал вместе с Есениным в последние годы его жизни ряд несостоявшихся организационных мероприятий (создание журнала, группы «Россияне»). Грузинову принадлежат воспоминания о Есенине («С. Есенин разговаривает о литературе и искусстве»), Хлебникове и Маяковском.
В третий раз арестован в ночь с 10 на 11 июня 1927 по месту проживания: Москва, Столешников пер. 5 кв. 12. Обвинен в «пропаганде, направленной в помощь международной буржуазии», 1 сентября 1927 постановлением ОСО при Коллегии ОГПУ выслан в Сибирь сроком на три года, ссылку отбывал в городе Киренске Иркутской губ.
16 августа 1929 постановлением ОСО при Коллегии ОГПУ лишен права проживания в Москве, Ленинграде, Харькове, Киеве, Одессе, Ростове-на-Дону (режим «минус шесть») с прикреплением к определённому местожительству (Воронеж) сроком на три года (дело ссыльного хранилось в архиве Воронежского УВД, считается утраченным).
Не ранее лета 1931 смог вернуться в Москву.
В 1939—1940 годах подготовил итоговый сборник стихов, не опубликованный при жизни Грузинова.
В 1942 году он умер в Кунцеве от голода, могила утрачена.

## Публикации
- Бубны боли: Стихи / Иван Грузинов. — Москва : тип. п./ф. «Ломоносов», 1915. — 32 с
- «Имажинизма основное». М. 1921
- «Бычья казнь», 150 нумерованных экземпляров. «Имажинист», Москва. 1921. Графика М. Тарханова.
- Западня снов: Лирика / Иван Грузинов. — М.: Имажинисты, 1921. [10] c.;
- «Серафические подвески» Пг., 1922.
- «Роды». М. 1926
- «Малиновая шаль». М. 1926
- С. Есенин разговаривает о литературе и искусстве. М.: Всероссийский союз поэтов. 1927
- Собрание сочинений. М.: Водолей, 2016 / Составление, подготовка текста, комментарии и биографический очерк — О. Демидов.